# Eve Kivi
Eve Kivi   (Paide, 8 de maig de 1938) és una actriu estoniana.

## Biografia

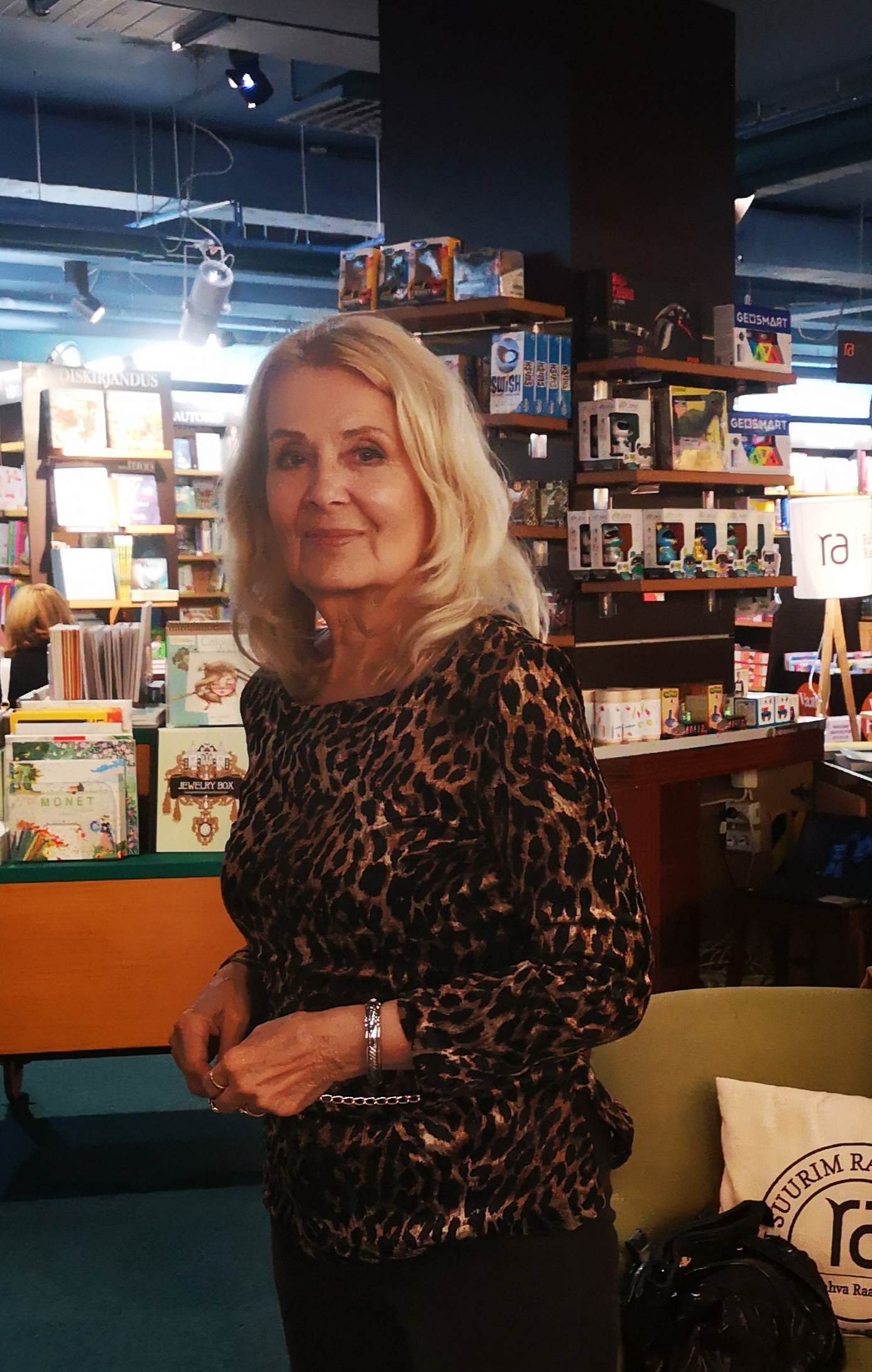
Eve Kivi el 2020

El pare d'Eve Kivi era Johannes Kivi (1912–1955), que era un oficial de seguretat soviètic (cap del Departament del Comtat de Viru de la SSR d'Estònia RJRK) i més tard Comissari d'Afers Religiosos a la RSS d'Estònia.

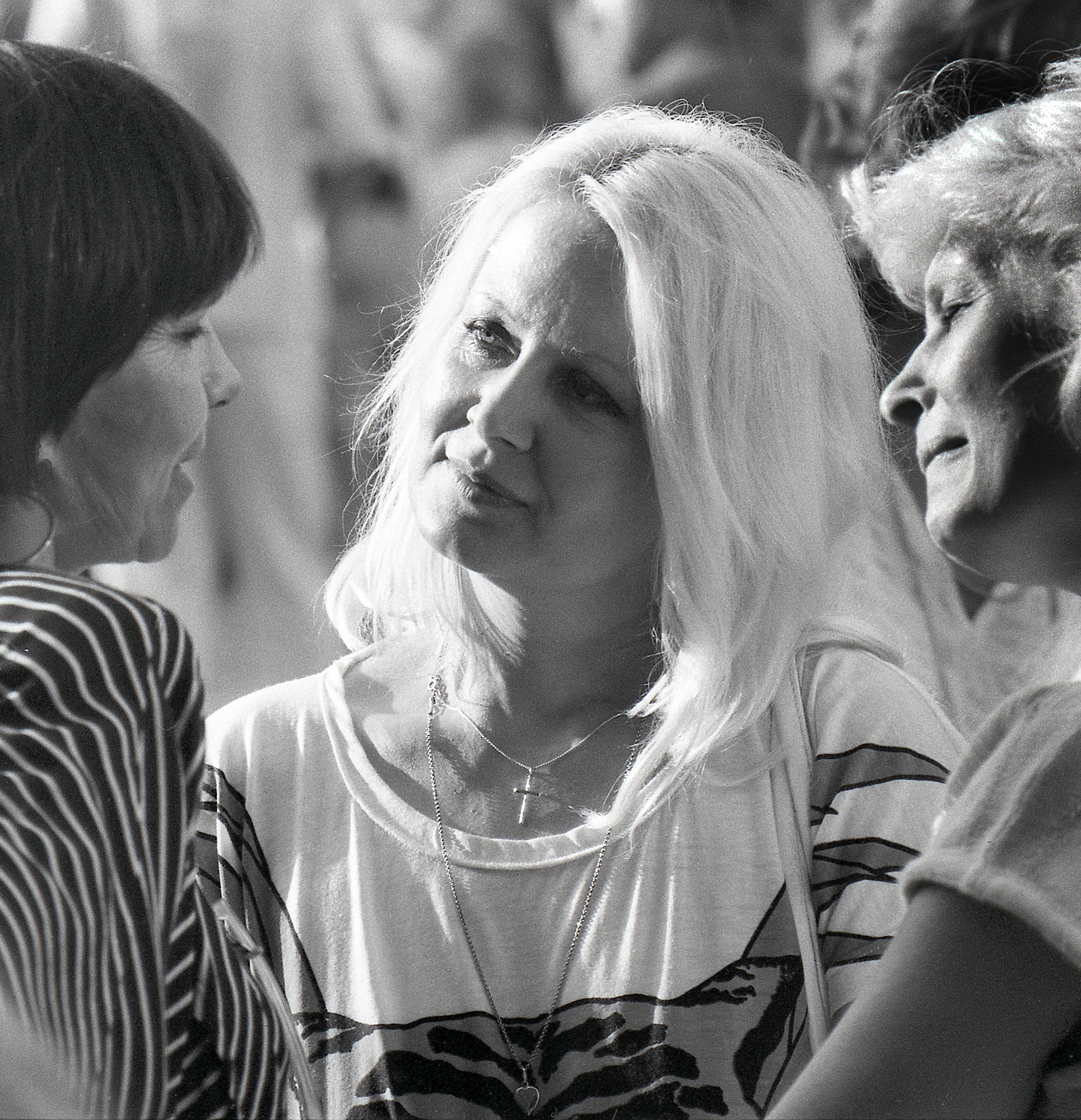
Eve Kivi el 1988

El segon marit d'Eve Kivi va ser campió olímpic Ants Antson. Eve Kivi va tenir una relació sentimental amb el cantant Estats Units Dean Reed.
El 1959 es va graduar a l'estudi d'aprenentatge del Teatre Dramàtic Estonià. Ha treballat a Tallinnfilm i Mosfilm. Des de 1955 ha protagonitzat unes 50 pel·lícules.
Des de 1965 fins a 1972, va estar casada amb la patinadora de velocitat Ants Antson. El 1983 va ser  Artista merescuda de la SSR d'Estònia i el 2013 va rebre l'Orde del Mèrit de Tallinn.

## Filmografia
- 1957 Tagahoovis (paper: Roosi)
- 1958 Esimese järgu kapten
- 1959 Vallatud kurvid (paper: Evi)
- 1959 Sampo (paper: Annikki)
- 1959 Eelõhtul
- 1961 Laulu sõber (paper: Periodista Aime)
- 1961 Kaks elu
- 1961 Balti taevas
- 1961 Ohtlikud kurvid (paper: Evi)
- 1962 Lend 713 palub luba maandumiseks
- 1962 Sa ei ole orb
- 1966 "Tobago" muudab kurssi (paper: Alise)
- 1969 Punane telk
- 1969 Viimne reliikvia (paper: Ursula)
- 1969 Ta ei olnud üksi
- 1970 Residendi saatus (paper: Rimma)
- 1971 Don Juan Tallinnas (paper: Izabella)
- 1971 Inimene läbikäiguhoovis
- 1972 Ruslan ja Ludmilla
- 1972 Teie aadress
- 1972 Väike reekviem suupillile (paper: Kristiine)
- 1973 Paradiisiõunad
- 1974 Ohtlikud mängud (paper: mare de Vivian)
- 1975 Milline naeratus! (paper: Ania)
- 1975 Ei või olla! (paper:dona d'Ivan Izrailevich)
- 1975 Briljandid proletariaadi diktatuurile (paper: Dona al restaurant)
- 1976 Ferdinand Lüssi elu ja surm (paper: Eugenie Schornbach)
- 1977 SOS taiga kohal (paper: Layma)
- 1978 Eriliste tundemärkideta (paper: Aldona)
- 1980 Iga kolmas
- 1980 Ideaalne mees (paper: Senyora Basildon)
- 1981 Sõrmus Amsterdamist (paper: oficial estranger)
- 1981 Granaatsaartel (paper: Inga)
- 1982 Kondori langus (paper: l'amant del dictador)
- 1983 Lurich (paper: senyora Linnapea)
- 1983 Ohujoonel (paper: actriu alemanya)
- 1992 Need vanad armastuskirjad (paper: la mare d'Alice)
- 1994 Tulivesi (paper: Lulu)
- 2014 Kosmilise Tasuja G.One
- 2017 Minu näoga onu